# Гіменокаліс ранній
Гіменока́ліс ра́нній (Hymenocallis × festalis) — отруйна багаторічна рослина родини амарилісових, яку за витончену форму квіток іноді називають бі́ла павуко́ва лі́лія або перуа́нський нарци́с. Природний гібрид між Hymenocallis narcissiflora та Hymenocallis longipetala. Цінна декоративна культура.

## Опис
Вічнозелена трав'яниста рослина заввишки 30—60 см. Бульбоцибулина велика. Як і в інших гіменокалісів, вона містить отруйні алкалоїди, тому при вживанні всередину може викликати нудоту, блювоту, пронос. Стебло відсутнє. Листки сидячі, ременеподібні, яскраво-зелені, цілокраї, з гладкою, дещо лискучою поверхнею, зібрані в прикореневу розетку.
Квітконос прямостоячий, голий, гладкий, міцний. Суцвіття — негустий зонтик, що складається з 2—5 квіток на коротких квітконіжках, спрямованих вбоки. Квітки двостатеві, великі (до 10—20 см завширшки), запашні, актиноморфні, білі або кольору слонової кістки. Листочків оцвітини 6, вони вузькі, ланцетні, з дещо хвилястим краєм, широко розставлені та загнуті донизу. Тичинок 6. Основи тичинкових ниток широкі, плоскі, зростаються між собою, утворюючи своєрідну лійчасту мембрану при основі пелюсток. Верхні частини тичинкових ниток тонкі, вільні. Пиляки великі, видовжені; пилок жовтогарячого кольору.

## Екологія та поширення
Цвітіння триває з травня по липень. В природі розмножується насінням та вегетативно (поділом бульбоцибулин), в культурі переважно другим способом.
Гіменокаліс ранній належить до ендеміків Перу. Це тепло-, світло- та вологолюбна рослина. Віддає перевагу родючим, добре дренованим, нейтральним або трохи кислуватим ґрунтам з pH від 6,1 до 7,5. У природі зростає у болотистих місцинах.

## Застосування
Гіменокаліс ранній добре знаний як декоративна культура. У субтропічному кліматі цей вид вирощують у відкритому ґрунті, формуючи з рослин групи на клумбах або рядки уздовж стін, парканів, доріжок. В помірному кліматі цю рослину вирощують переважно в кімнатах. Гіменокаліс ранній можна культивувати й у відкритому ґрунті влітку, в цьому випадку перед осінніми приморозками бульбоцибулини викопують і підсушують до повного всихання листя, надалі зберігають у торфі або у вермикуліті за температури 16—21 °C. Висаджують навесні на сонячному або напівзатіненому місці на глибину 10—12 см, але так, щоб верхівка бульбоцибулини стирчала на рівні землі. Відстань між рослинами має становити 15 см. Поливають регулярно.
У межах цього виду виведено декілька сортів: 'Advance', 'Zwanenburg' з білими квітами, 'Sulphur Queen' — з блідо-жовтими.

## Систематика
Таксономічний стан виду спірний. Деякі систематики відносять його до новоутвореного роду Ismene під назвою Ismene × deflexa Herb., а деякі вважають цю назву лише синонімом.